# Pałac Festeticsów w Dég
Pałac Festeticsów w Dég (węg. Dégi Festetics-kastély) – pałac położony we wsi Dég, na Węgrzech. Pałac w Dég, zbudowany w 1812 roku, nazywany jest Małym Muzeum Narodowym, co spowodowane jest podobieństwami z budynkiem Węgierskiego Muzeum Narodowego zaprojektowanym przez tego samego architekta – Mihálya Pollacka, jednak zbudowanym znacznie później, w latach 1837–1847.

## Historia
Ogromny majątek Dég, położony w regionie Mezőföld, był własnością Lajosa Festeticsa. W Dég zbudował parterowy barokowy dworek, który stoi tam do dziś. Majątek ten odziedziczył jego najstarszy żyjący syn, cesarski i królewski szambelan Antal Festetics. 
W 1802 roku zlecił on zaprojektowanie pałacu węgierskiemu architektowi pochodzenia austriackiego Mihályemu Pollackowi. Budowa zakończyła się w 1812 roku. U-kształtny, trzypiętrowy, całkowicie symetryczny budynek był pierwszym zbudowanym od podstaw klasycystycznym pałacem na Węgrzech. W piwnicy mieściły się pomieszczenia służbowe, parter był przestrzenią mieszkalną rodziny, na pierwszym piętrze znajdowały się pokoje dziecięce w jednym skrzydle i pokoje gościnne w drugim. Poza członkami rodziny w pałacu mieszkać mogli jedynie osobisty kamerdyner i guwernantka — reszta personelu była zakwaterowana w pobliskim małym dworku lub przyjeżdżała z pobliskich wiosek, aby pracować w pałacu. W budynku występują nietypowe rozwiązania architektoniczne. Zauważalny jest brak schodów przed pałacem, zamiast tego do parku prowadzi żwirowa rampa. Inna osobliwość to fakt, że owalny hol nie powstał w centralnej części budynku, ale w narożnym pomieszczeniu, na przeciwległym końcu znajduje się również owalna, jednak kameralnych rozmiarów łazienka hrabiny.
Antal Festetics był jednym z prominentnych członków węgierskiej masonerii. Po tym jak cesarz Franciszek II Habsburg zakazał wolnomularstwa w 1795 roku, Antal rozpoczął gromadzenie dokumentów austriackiej i węgierskiej masonerii w pałacu w Dég. Ponadto prawdopodobnie kontynuował on tajne spotkania i ceremonie w murach swojej rezydencji. Wskazywać może na to obecność w pałacu sekretnych pomieszczeń oraz wolnomularskich symboli. Choć nie zachowały się żadne dowody tajemniczych spotkań, faktem jest, że w murach zamku przez ponad sto lat trzymano tajne archiwum węgierskich masonów. Materiały te skopiował jeszcze w XIX w. Lajos Abafi, dzięki czemu część dokumentów nadal można odnaleźć w Węgierskim Archiwum Narodowym.
Ostatnim dziedzicem pałacu był Sándor Festetics, urodzony w 1882 roku, syn Andora Festeticsa i Lenke Pejacsevich. Poślubił siostrę prezydenta Węgier Mihálya Károlyiego, Júlię, i przekształcił dawny gabinet oraz sekretny pokój swojego pradziadka w sypialnię, salon i łazienkę swojej żony. Ukrył tajne pisma masońskie w archiwach, które założył w małej rezydencji, ale zniknęły one w wyniku grabieży pałacu podczas II wojny światowej. Hrabia walczył w I wojnie światowej, a następnie krótko pełnił funkcję ministra wojny w rządzie swojego szwagra. Za jego czasów rozwiązano problem zaopatrzenia w wodę, zbudowano sieć elektryczną, a także dokonano ulepszeń w ogrodzie angielskim. Zbudował on również hangar dla swojego prywatnego samolotu na terenie posiadłości.
Pod koniec II wojny światowej pałac był wykorzystywany jako niemiecki szpital wojskowy. Niemcy wycofując się ograbili pałac z niemal wszystkiego, co wartościowe, natomiast nieliczne przedmioty, które pozostały, zostały zrabowane przez miejscową ludność. Sowieci zastali budynek splądrowany i wykorzystali pomieszczenia pałacu jako stajnie. Po II wojnie światowej dwór został przejęty przez Ministerstwo Rolnictwa. Następnie od 1950 roku służył jako dom dla dzieci, które uciekły przed grecką wojną domową. W latach 1954-1996 pełnił funkcję domu dziecka dla dzieci węgierskich.

## Park
Park pałacowy był niegdyś największym ogrodem angielskim na Węgrzech, rozciągającym się na powierzchni ponad 300 hektarów. Znajduje się w regionie znanym jako Dégi-süllyedék, u zbiegu trzech dróg wodnych: Bozót-patak, Bogárdi-víz i Kislángi-árok. Jeziora zostały spiętrzone już za czasów Lajosa Festeticsa. Park budowany był równocześnie z rezydencją w pierwszych latach XIX w. Park został gruntownie przebudowany na początku XX wieku przez Sándora Festeticsa. Zbudowano pompownię i „antyczne” źródło, a także wyposażono go w nowe meble ogrodowe i zbudowano kort tenisowy. Przed północną fasadą dworu ułożono kamienną mozaikę, a na jednym ze wzgórz na północny zachód od dworu założono ogród skalny.
Członkowie rodziny Festetics zostali pochowani w najdalszym południowo-zachodnim zakątku parku, na kopcu położonym na wyspie, na małym jeziorze.
Historyczne ogrody były systematycznie restaurowane od 2003 roku. Przełom nastąpił w latach 2009–2015 wraz ze wsparciem funduszy unijnych. Z systemu jezior o łącznej długości prawie dwóch kilometrów wydobyto 127 000 m³ mułu, nagromadzonego w ciągu ostatniego stulecia, zrekonstruowano linię brzegową i utworzono system kanałów zapobiegający powodziom. Działania te nie tylko przywróciły równowagę ekosystemu wodnego, ale także znacznie zmniejszyły ryzyko przyszłych powodzi, które dotychczas wyrządzały znaczne szkody. Ważnym celem była również ochrona i pielęgnacja cennych drzew. Ponadto odtworzono otaczające tereny zielone, kopiec grobowy, dawne mosty, a także usunięto baseny i asfaltowe boiska sportowe. W ramach kolejnego projektu, w latach 2018–2022 odrestaurowano zieloną przestrzeń otaczającą rezydencję, a także odnowiono struktury ogrodowe. Dom holenderski znajdujący się na wyspie przeszedł kompleksową renowację wnętrza i elewacji, a obecnie znajduje się w nim specjalna ekspozycja poświęcona jego pierwotnemu przeznaczeniu. Stary budynek pomp został odnowiony i otrzymał nowy dach. Do użytku udostępniono także kort tenisowy. Reprodukcja białego zestawu mebli ogrodowych, przedstawionego na fotografiach z epoki, czeka obecnie na gości w swojej oryginalnej lokalizacji. Podczas renowacji odkryto i odrestaurowano także inną oryginalną trasę ścieżki ogrodowej od rezydencji do jeziora.

## Dom holenderski
Ten malowniczy budynek, stojący na wyspie, został zbudowany w 1891 roku w miejscu dawnego budynku. Parter służył jako obora (sześć krów, żyjących i pasących się na wyspie, było ważnym elementem wizualnym parku), podczas gdy na piętrze mieścił się apartament służący do leczenia chorego na płuca Andora Festeticsa, ponieważ powietrze w oborach zawierające amoniak i świeże wydojone mleko uważano za mające właściwości lecznicze. Pierwotnie jedynym sposobem dostania się na wyspę była łódź wiosłowa ciągnięta za drut. Obecny most został zbudowany później.

## Galeria

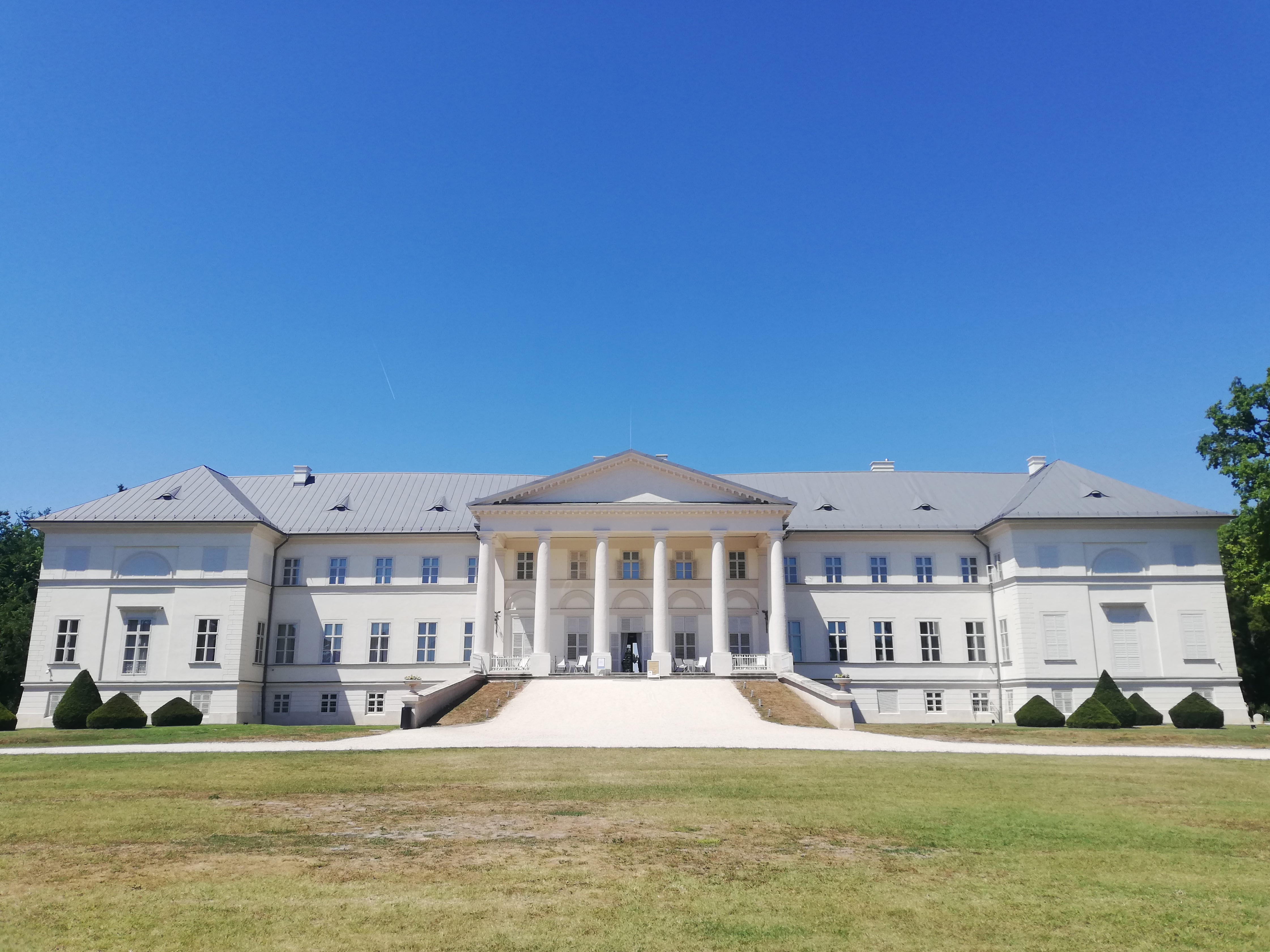
Pałac od frontu
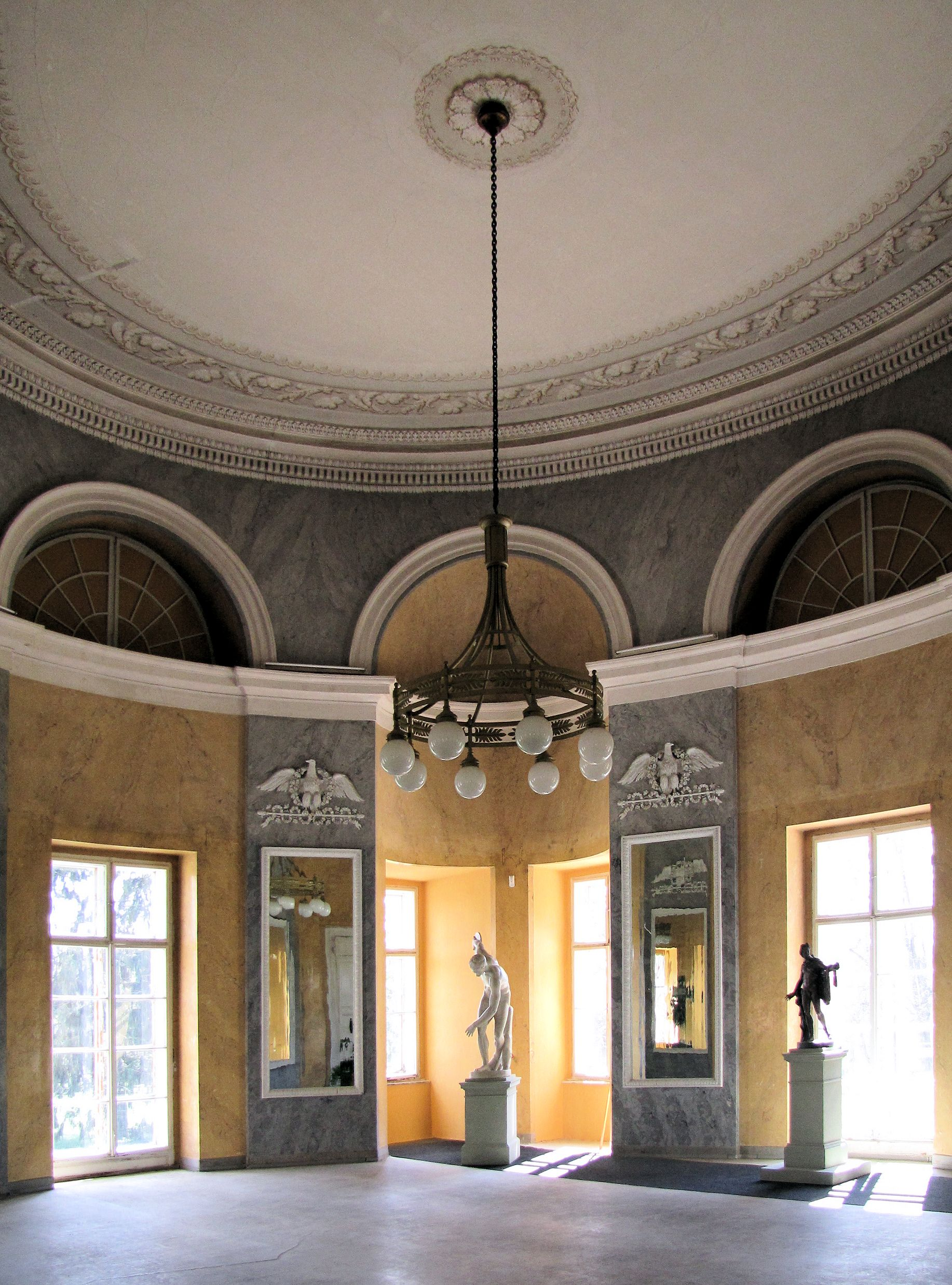
Wielka sala pałacu
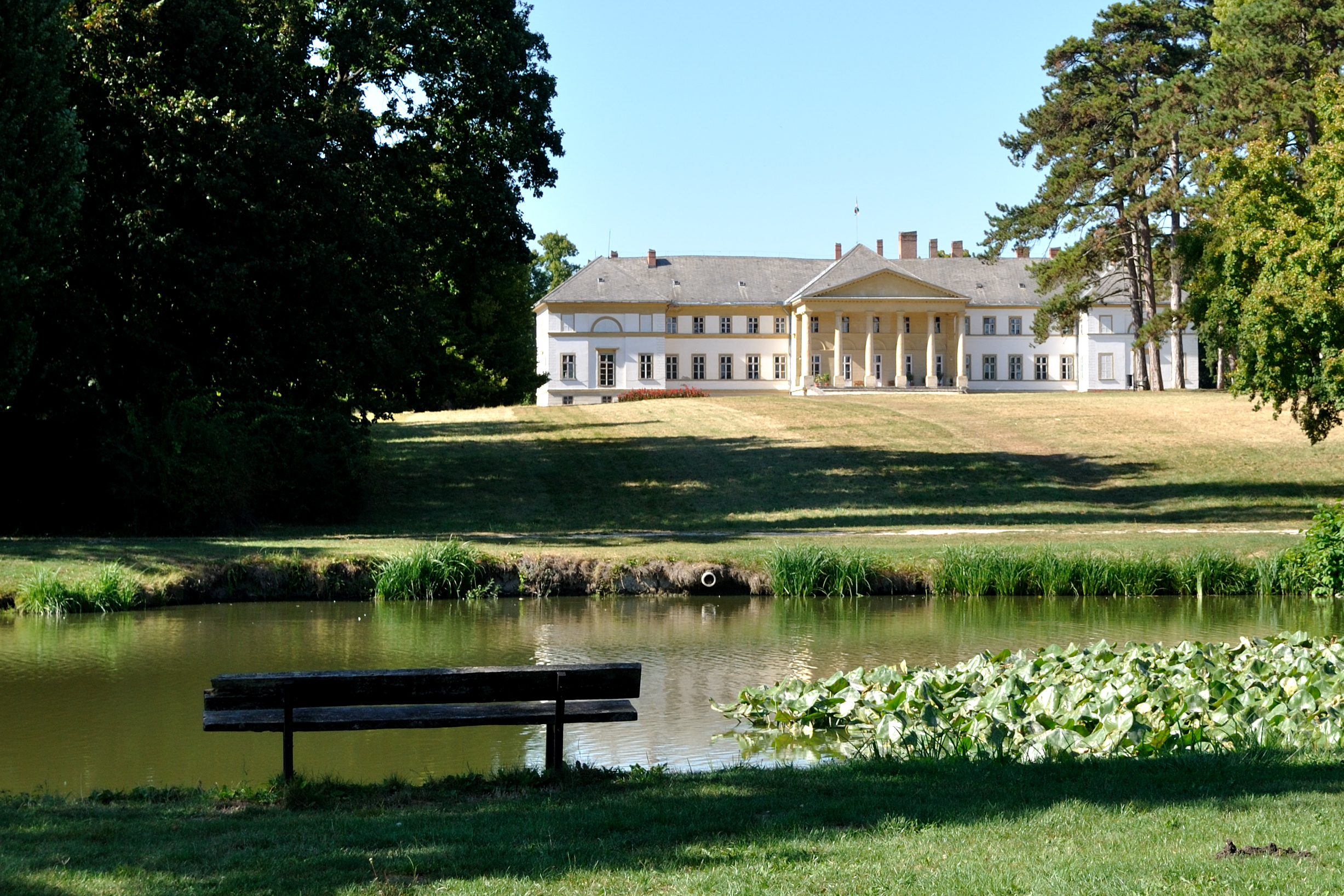
Widok z wyspy
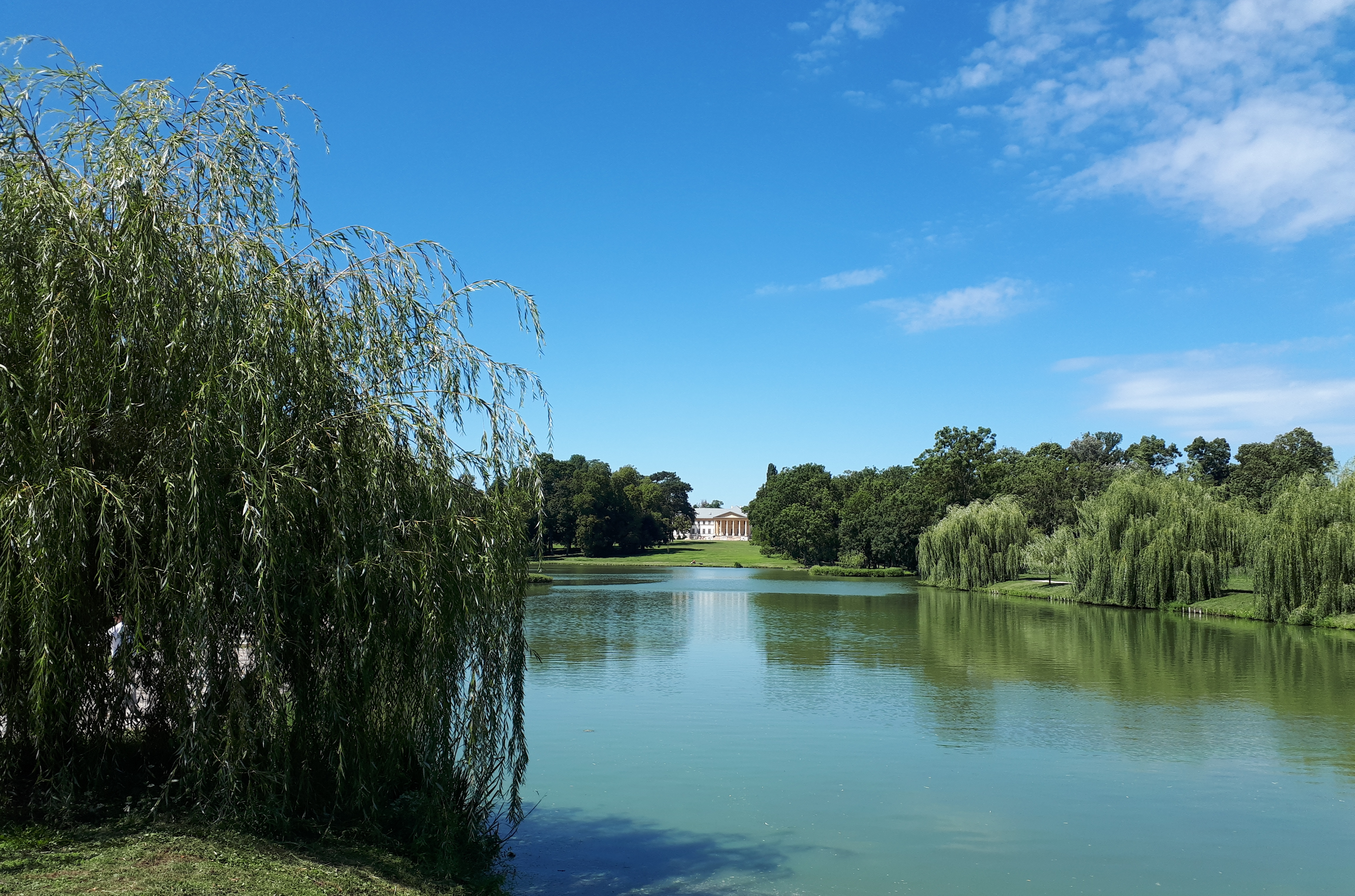
Park
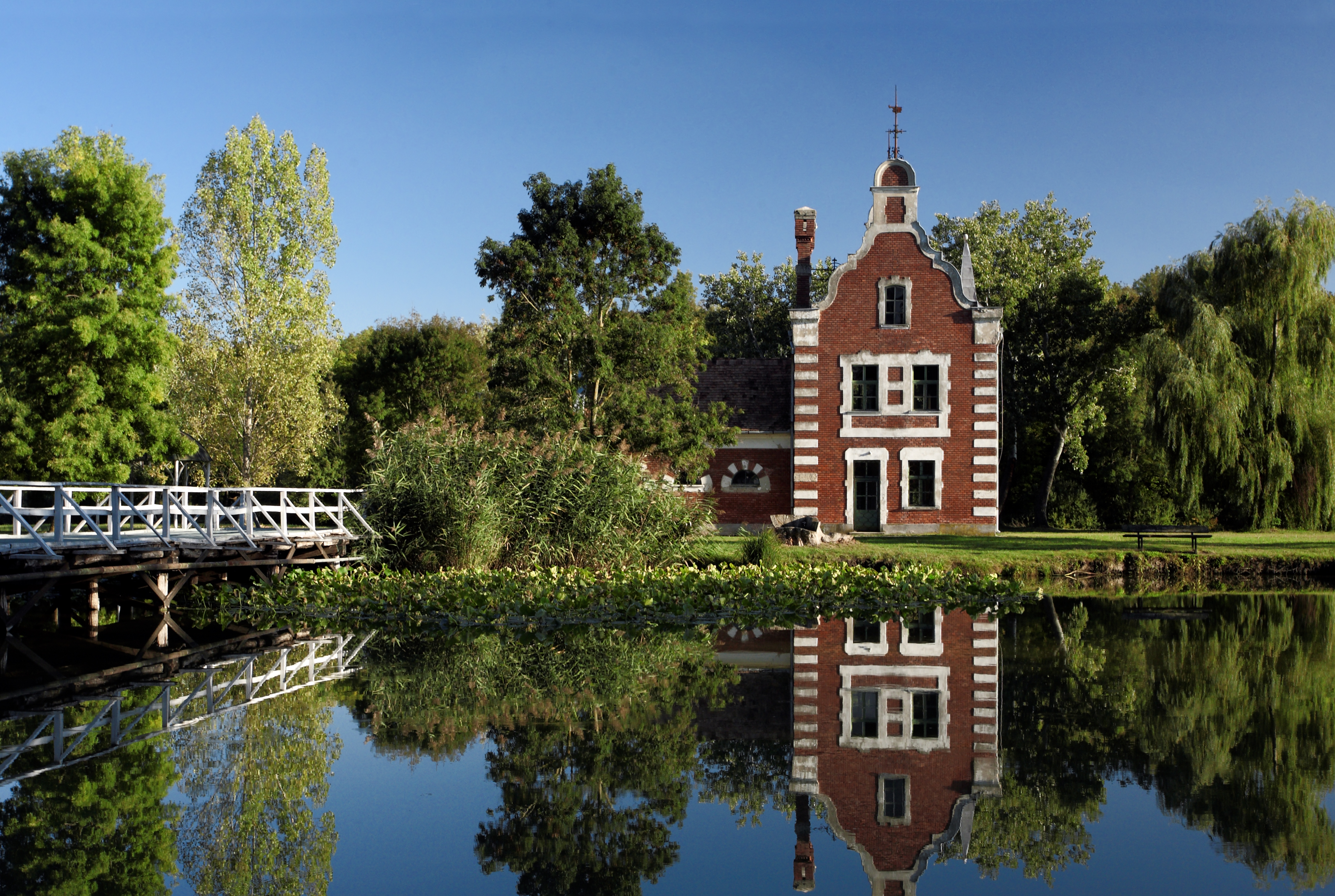
Dom holenderski